# Свеучилиште Херцеговина
Свеучилиште Херцеговина је приватни универзитет у Мостару, са одјељењем у Међугорју. Основан је 2010. године у Херцеговини.

## Организација
Свеучилиште Херцеговина чине следећи факултети:
- Факултет друштвених знаности др Миленка Бркића
- Факултет међународних односа и дипломације